# Попино-Гарванска низина
Попино-Гарванската низина (или Попинска низина) е крайдунавска низина в Северна България, Източната Дунавска равнина, област Силистра.
Низината наподобява буква „Г“ и заема най-долната част от суходолието на река Сенковец (Кулак, десен приток на река Дунав) и част от дунавското крайбрежие на изток от суходолието. Цялата ѝ дължина е 9,8 km, а ширината ѝ достига до 1 km. Площта ѝ е 10 km2. Попино-Гарванската низина представлява заливна тераса на река Дунав, която частично се залива при високи води на реката. В „чупката на Г-то“ се намира блатото Лещава. По-високите части на низината по периферията ѝ са заети от наносни конуси. В миналото низината е била изцяло заливана при високи води на Дунав, но с извършването на отводнителни мероприятия и изграждането на водозащитна дига по брега на Дунав, заливанията са намалели.
В най-южната част на низината, в суходолието на река Сенковец (Кулак) е разположено село Гарван, а в най-източната част, на брега на Дунав – село Попина.

## Топографска карта
- Лист от карта L-35-138. Мащаб: 1 : 100 000.